# 巴勒阿德區
巴勒阿德區是索馬利亞的一個區，屬該國東南部的中謝貝利州管轄，首府為巴勒阿德。
巴勒阿德區位於首都摩加迪休東北約36公里處，面積約4400平方公里，下轄82個村莊，總人口約642000人。區內有永久河謝貝利河流經，毗鄰印度洋的海岸線長70公里，以農業，畜牧業和海洋資源而聞名。

## 外部鏈結
- 巴勒阿德區行政區域圖 （页面存档备份，存于）（reliefweb.int）
- 巴勒阿德區行政地圖（ikimap.com）